# Shashi Bhatt
Shashi Bhatt (* um 1930, auch Sashi Bhat; verheiratete Shashi Sule) ist eine indische Badmintonspielerin. 

## Karriere
Shashi Bhatt siegte 1952 erstmals bei den nationalen Titelkämpfen in Indien, wobei sie die Damendoppelkonkurrenz gemeinsam mit Sushila Rege für sich entscheiden konnte. Im Folgejahr gewann sie das Damendoppel und das Mixed, 1954 noch einmal das Mixed.

## Sportliche Erfolge
| Saison | Veranstaltung                 | Disziplin   | Platz | Name                            |
| ------ | ----------------------------- | ----------- | ----- | ------------------------------- |
| 1952   | Indien: Einzelmeisterschaften | Damendoppel | 1     | Sushila Rege / Shashi Bhatt     |
| 1953   | Indien: Einzelmeisterschaften | Mixed       | 1     | Nandu M. Natekar / Shashi Bhatt |
| 1953   | Indien: Einzelmeisterschaften | Damendoppel | 1     | Sushila Rege / Shashi Bhatt     |
| 1954   | Indien: Einzelmeisterschaften | Mixed       | 1     | Nandu M. Natekar / Shashi Bhatt |